# آسمان دول
آسمان دول، روستایی از توابع بخش معمولان شهرستان پلدختر در استان لرستان ایران است.

## جمعیت
این روستا در دهستان افرینه قرار دارد و بر اساس سرشماری مرکز آمار ایران در سال ۱۳۸۵، جمعیت آن ۴۹ نفر (۹خانوار) بوده‌است.